# Karl Friedrich von Steinmetz
Karl Friedrich von Steinmetz (Eisenach, 25 de dezembro de 1796 — Bad Landeck, 4 de agosto de 1877) foi um marechal-de-campo prussiano.
Steinmetz lutou durante as Guerras Napoleônicas, Primeira Guerra do Schleswig, Guerra Austro-prussiana e Guerra Franco-prussiana.
Foi galardoado com a Pour le Mérite pelo príncipe Guilherme I.